# Vescomtat d'Eza
El Vescomtat d'Eza és un títol nobiliari espanyol, concedit per Felip V a José de Araiz Eza Gaztelu y Barricat, Senyor del Palau d'Eza a Navarra, el 4 de novembre de 1711.
Aquest títol va ser rehabilitat en 1900 per Luis de Marichalar y Monreal, que va passar a ser el vuitè vescomte d'Eza. Més tard, en 1925, va rehabilitar també al seu favor el marquesat de Ciria.
Aquest títol va passar més tard a la Casa de Montesa (vegeu marquesat de Montesa) en casar Leonor de Araiz Eza y Miranda amb Fernando Vicent de Montesa y Gorráiz-Beaumont. És actualment un títol de la Casa de Marichalar.
Actualment, el títol de Vescomte d'Eza és ostentat per Pablo Marichalar y Vigier, des del 2007, per distribució de Luis de Marichalar y Silva, VIII marquès de Ciria, X vescomte d'Eza.

## Història dels vescomtes d'Eza
Rehabilitat en 1900 per:
- Luis de Marichalar y Monreal (1873-1945), que va passar a ser el VIII vescomte d'Eza, VI marquès de Ciria (per rehabilitació al seu favor en 1925).

1. Va casar amb María de la Encarnación Bruguera y Molinuevo. Li va succeir el seu fill:

- Francisco Javier de Marichalar y Bruguera (1903-1968), IX vescomte d'Eza, VII marquès de Ciria.

1. Va casar amb Isabel de Silva y Azlor de Aragón. Li va succeir el seu fill:

- Luis Ignacio de Marichalar i Silva (1946-.), X vescomte d'Eza. VIII marquès de Ciria.

1. Va casar amb Nadine Marie Béatrix Vigier de Bailliencourt anomenada Courcol. Li va succeir el seu fill:

- Pablo de Marichalar y Vigier, XI vescomte d'Eza.